# ボーイング247
ボーイング247（Boeing Model 247）は、アメリカのボーイングが開発した1930年代の旅客機・輸送機である。

## 概要
初飛行は1933年2月。最初の近代的な輸送機の1機で、全金属構造、自動操縦装置、引き込み脚などの技術を採用した。　
それまでの旅客機であったフォード・トライモータやカーチス・コンドルよりも速く、8時間でアメリカ大陸を横断できた。76機が生産され、70機はユナイテッド航空で使われ、4機がルフトハンザ、2機が中華民国の航空会社に輸出された。
最新鋭ながら座席数が少ないことから、商業的にはその後に現れたダグラス DC-2およびDC-3に市場を席捲された。裏話として、ボーイングが247の引渡しを系列であるユナイテッド航空に優先していたため、これを不満としたトランス・ワールド航空（TWA）が対抗機種の開発をダグラスに要請し、それがDC-1、-2、-3の開発につながったと言われる。

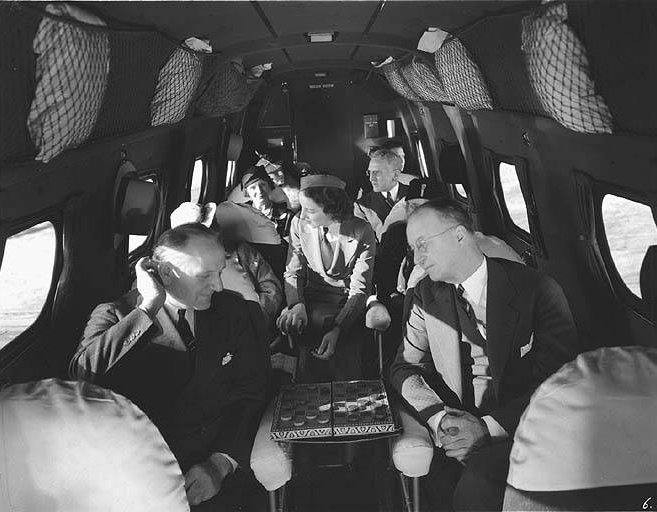
B247の機内

10席の座席は通路の両側に5列ずつ並んでいた。主翼の主桁は胴体下部を貫通し、それが床上に突き出ていたので、座席に着くのに主桁の突起をまたがなければならない乗客もいた。

## 逸話
この機はボーイングが試作して不採用となったB-9爆撃機を原型として設計された。そのため元々はエンジンにもB-9と同じR-1860 ホーネットの採用を予定していた。ところがユナイテッド航空の乗務員からはR-1340 ワスプの搭載を求める声が強く、中には「信頼あるワスプでなければ搭乗しない」とするものまであったため、ホーネットよりも小型で出力の低いワスプに合わせて再設計されることとなり、これにより機体が小型化したため乗客は当初12～14名を予定していたものが10名に減らさざるを得なかった。これも後に登場したロッキード L-10 エレクトラやダグラス DC-2に敗れる原因（これら2機種はいずれも247より高速であり、多くの乗客を収容できる）になったといわれている。
なお、DC-2の登場と成功により247を大型化して対抗を図る声もあったが、前述の主翼の桁が問題になり胴体を拡大できず（そのまま拡大すると桁がさらに大きく突き出してしまい客の乗り降りに危険とされた）、構想のみに終わっている。ただし、コックピットの窓の形を変更する等少しでも空力特性を改善して速度や経済性で対抗可能にすることを目的とした改修は行なわれた。

## 軍用
第二次世界大戦中、ユナイテッド航空の247は軍に徴用され、C-73輸送機として使用された。